# Lemonjelly.ky
Lemonjelly.ky је дебитантски албум групе Lemon Jelly, издат 23. октобра 2000. године. То је компилацијско издање где све песме овог албума потичу са прва три ограничена издања (сингла): The Bath, The Yellow и The Midnight, иако су неке мале измене направљене за овај албум. 

## Песме
1. (са) - 6:41
2. (са) - 6:39
3. (са) - 6:45
4. (са) - 7:19
5. (са) - 5:22
6. (са) - 9:34
7. (са) - 7:21
8. (са) - 9:12
9. (са) - 8:29